# Pão-Pão, Beijo-Beijo
Pão-Pão, Beijo-Beijo é uma telenovela brasileira produzida e exibida pela TV Globo de 28 de março a 7 de outubro de 1983, em 167 capítulos. Substituindo Paraíso e sendo substituída por Voltei pra Você, foi a  26.ª "novela das seis" exibida pela emissora.
Escrita por Walther Negrão e dirigida por Gonzaga Blota, Henrique Martins e Atílio Riccó, e com direção geral de Blota. Contou com Cláudio Marzo, Elizabeth Savalla, Maria Cláudia, Edwin Luisi, Lélia Abramo, Arnaud Rodrigues, Mário Benvenuti e Renata Fronzi nos papéis principais.

## Sinopse
Bruna, uma moça rica de temperamento forte, causa um acidente de trânsito em Madureira, bairro do Rio de Janeiro, que envolve o motorista de ônibus Ciro e o transportador de mercadorias Soró. Por conta do acidente, Ciro é demitido e Soró fica com prejuízos, e como compensação pelos danos causados, a família de Bruna, dona de uma rede de cantinas italianas, os contrata: Ciro vai trabalhar como secretário particular de Luiza, irmã de Bruna, e Soró, como jardineiro da chácara de Mamma Vitória, matriarca da família. Ciro se interessa por Bruna, que faz questão de humilhá-lo sempre que pode. Ela é noiva de Júlio, mas não o ama de verdade, passando a disputar a atenção de Ciro com a irmã, que também se vê apaixonada por ele. Ciro promete ascender na empresa para conquistar o amor de Bruna e, aos poucos, consegue ser reconhecido profissionalmente, enquanto esconde um passado misterioso.

## Elenco
| Intérprete          | Personagem                             |
| ------------------- | -------------------------------------- |
| Elizabeth Savalla   | Bruna Giunchetti Malzoni               |
| Cláudio Marzo       | Ciro Cerqueira                         |
| Maria Cláudia       | Luiza Giunchetti Malzoni               |
| Edwin Luisi         | Júlio Camargo                          |
| Lélia Abramo        | Vitória Giunchetti (Mamma Vitória)     |
| Arnaud Rodrigues    | Floriano Sereno (Soró)                 |
| Laura Cardoso       | Ana Sereno (Donana)                    |
| Mário Benvenuti     | Giuseppe Giunchetti (Guido)            |
| Renata Fronzi       | Loretta Colitto Giunchetti             |
| Laerte Morrone      | Luigi Colitto (Gigio)                  |
| Regina Dourado      | Laura Sereno (Lala)                    |
| Paulo Guarnieri     | Daniel / Gasparzinho                   |
| Tássia Camargo      | Venina (Nina)                          |
| Cássio Gabus Mendes | Francuccio Giunchetti Malzoni (Franco) |
| Élida L'Astorina    | Maria Eduarda Giunchetti (Duda)        |
| João Carlos Barroso | Benito Giunchetti                      |
| Tânia Loureiro      | Mariana Sereno                         |
| Flora Geny          | Gelsomina Giunchetti Malzoni (Gema)    |
| Dionísio Azevedo    | Altino Camargo                         |
| Norma Geraldy       | Dona Mizi                              |
| Paulo Gonçalves     | Gaspar                                 |
| Cinira Camargo      | Maria Emília (Milica)                  |
| Cleyde Blota        | Giovanna (Joana)                       |
| Monique Alves       | Maria Helena Cerqueira Bueno           |
| Henrique Martins    | Mauro Bueno                            |
| Reinaldo Gonzaga    | Dr. Chadade                            |
| Vera Brito          | Alice                                  |
| Felipe Donavan      | Bira                                   |
| Rita de Cássia      | Beth                                   |
| Paulo Vignolo       | Eugênio Giunchetti Neto (Geninho)      |
| Marcela Muniz       | Regina Sereno                          |

### Participações
| Intérprete                 | Personagem                                                                                       |
| -------------------------- | ------------------------------------------------------------------------------------------------ |
| Adalberto Nunes            | Detetive Moacir (leva a intimação para Ciro e Júlio deporem)                                     |
| Akdo Delano                | dono do hotel onde Ciro se hospeda em São Paulo                                                  |
| Alene Alves de Andrade     | empregada de Mamma Vitória                                                                       |
| Aloísio Pimentel           | mordomo de Mauro Bueno                                                                           |
| Ana Furtado                | entre as crianças na aglomeração na praia, quando Soró e Geninho vendem pipas (figuração)        |
| Antônio Patiño             | Detetive Vilhena (investiga o roubo das joias de Mama Vitória)                                   |
| César Augusto              | César (porteiro do condomínio)                                                                   |
| Delan Magno                | Serjão (da turma de Daniel, do condomínio)                                                       |
| Dilu Melo                  | como ela mesma, acompanha Dona Mizí no piano enquanto ela canta, no Retiro dos Artistas          |
| Eduardo Figueiredo         | Marquinhos (da turma de Daniel, do condomínio)                                                   |
| Germano Filho              | Natureba                                                                                         |
| Glória Perez               | cliente esperando no salão de beleza do condomínio (figuração)                                   |
| Guaraci Valente            | Pedro (motorista de Mauro Bueno)                                                                 |
| Hilda Reis                 | empregada na casa de Mauro Bueno                                                                 |
| Hugo Gross                 | Dinho (da turma de Daniel, do condomínio)                                                        |
| J. Ribeiro                 | funcionário do hotel onde Ciro se hospeda em São Paulo                                           |
| Loly Nunez                 | da turma de Daniel, do condomínio                                                                |
| Magda Regina Carvalho      | funcionária do banco onde Soró abre uma conta                                                    |
| Marcus Vinícius            | Catito (amigo de uma paquera de Gigio)                                                           |
| Milton Gonçalves           | Dr. Mendes (José Luiz Mendes, advogado morador do condomínio)                                    |
| Nardel Ramos               | caixa de banco                                                                                   |
| Noira Mello                | Ruth (secretária do Dr. Mendes)                                                                  |
| Paulo Copacabana           | Paulo (funcionário da segurança do condomínio)                                                   |
| Regina Rezende             | Norma (enfermeira de Maria Helena)                                                               |
| Ricardo Fróes              | fisioterapeuta de Maria Helena                                                                   |
| Roberto Faissal            | Geraldo Lutti (pai de Nina, marido de Joana que a abandonou no passado)                          |
| Rubem de Bem               | Carlos (gerente de uma das cantinas da família Giunchetti)                                       |
| Solange Galvão Mascarenhas | Rose, depois chamada de Solange (funcionária do salão de beleza do condomínio, terceira gerente) |
| Vanda Costa                | freira diretora da casa para idosos visitada por Altino e Mizí                                   |
| Vera Vianna                | Ruth (segunda gerente do salão de beleza do condomínio)                                          |
| Waldir Amâncio             | Ed (primeiro gerente do salão de beleza do condomínio)                                           |
| Walter Moreno              | dono da pensão que expulsa Milica                                                                |
| Walther Negrão             | homem que aproxima-se do carro onde está Duda, no início (figuração)                             |
| Yaçanã Martins             | Tânia (secretária no consultório do Dr. Chadade)                                                 |

Demais participações
- Ângela Tornatore;
- Dida Monteiro;
- Enyvyer Brilhante;
- Jorge Luiz da Silva;
- Marco Senna;
- Marino Jardim;
- Pauline Luise;
- Waldir Rodrigues Pedro.

## Produção
Em 1983, na procura de uma novela substituta para Paraíso, na faixa das 18 horas, Boni, o então diretor de operações da TV Globo, vetou uma sinopse de Teixeira Filho sobre imigrantes alemães e outra apresentada por Walther Negrão, com história que se passava num condomínio no Rio de Janeiro, porém esta terminou por ser aprovada. O primeiro título cogitado para a trama foi O Condomínio, e o planejamento inicial era o de ambientá-la com núcleos em São Paulo e no Rio, mas devido a problemas a produção foi totalmente voltada à capital fluminense, fazendo Negrão reescrever os capítulos iniciais. O impasse atrasou as gravações do folhetim e resultou no esticamento de Paraíso.
Após uma reunião com o autor e parte do elenco escalado, em 2 de fevereiro, os trabalhos foram iniciados com uma tomada aérea no Rio, e as filmagens com o elenco começaram no dia 18. Algumas cenas dos primeiros capítulos foram rodadas em São Paulo, em cantinas no bairro Bixiga e na Paróquia Nossa Senhora Achiropita. No Rio de Janeiro as gravações foram realizadas em locações como o condomínio Riviera dei Fiori, na Barra da Tijuca — alugado com o síndico geral Mário Bandarra, pai do diretor de novelas Mário Márcio Bandarra, morador do condomínio —, uma chácara no Jacarepaguá e Madureira, e passaram a ser feitas nos estúdios da Globo, no bairro carioca Jardim Botânico, após a cessão de espaços pela produção de Paraíso, em março.
Pouco antes de sua estreia a novela teve o título alterado por Boni para Semente do Amor, Sanduíche de Coração, que nomeava a música de abertura, gravada pela banda Rádio Táxi, e depois Pão-Pão, Beijo-Beijo, adaptação idealizada por ele da expressão "pão, pão, queijo, queijo", que define algo dito com franqueza. Segundo Negrão, em um depoimento ao livro Biografia da Televisão Brasileira, de Flavio Ricco e José Armando Vannucci, Boni teria escolhido o título "porque uma amiga da mulher dele vendia sanduíche na praia e a abertura mostraria isso".
Pão-Pão, Beijo-Beijo foi um marco da informatização no Brasil por ter sido a primeira escrita com o auxílio de um computador. Em 1982 foi realizado um seminário interno na TV Globo para autores, diretores e produtores sobre o futuro da novela, onde a utilização do computador foi abordada. Somente Walther Negrão se interessou, tendo uma máquina da Apple instalada em sua residência para escrever os capítulos. Negrão utilizou o equipamento durante os primeiros capítulos, mas o tempo curto o fez retornar à máquina de escrever.

### Escolha do elenco
Inicialmente cogitou-se escalar para interpretarem três dos principais personagens da novela, Bruna, Luísa e Júlio, Renata Sorrah, Elizabeth Savalla e Herson Capri. Sorrah recusou e fez com que Savalla passasse a interpretar Bruna, enquanto Maria Cláudia ficou com o papel de Luísa. Capri também não aceitou gravar a trama e a produção pensou em substituí-lo por Fúlvio Stefanini, mas Edwin Luisi assumiu o personagem Júlio.
Substituição
Durante a novela o personagem Édi, interpretado por Waldir Amâncio, gerente do salão de beleza do condomínio onde ficavam alguns núcleos da trama, saiu da história sob a motivação de que faria uma viagem, e foi substituído por Vera Vianna, que assumiu como Ruth. A mudança deu-se pela implicação da censura do governo brasileiro com a homossexualidade do personagem.

## Exibição

### Reprises
Pão-Pão, Beijo-Beijo foi reprisada em 85 capítulos pela TV Globo, na sessão Vale a Pena Ver de Novo, de 22 de janeiro a 18 de maio de 1990, substituindo Brega & Chique e sendo substituída por Roda de Fogo,
Foi exibida pelo canal de TV paga Viva de 16 de maio a 25 de novembro de 2022, na faixa das 14h40, com reprise às 0h30, substituindo Amor com Amor Se Paga e sendo substituída por Bambolê. Foi reapresentada de 1.° de julho de 2024 a 16 de fevereiro de 2025 no Viva Fast, versão online e gratuita do canal por assinatura, também no lugar de Amor com Amor Se Paga. Foi também a última telenovela do Viva 80 Fast, já que no dia 16 de dezembro de 2024, foi iniciado o processo de fusão com o Viva 70 Fast, sendo concluído no dia 26 e a trama sendo mantida na grade normalmente.

### Outras Mídias
Em 19 de dezembro de 2022, foi disponibilizada na íntegra pelo Globoplay, como parte do Projeto Resgate.

### Exibição Internacional
A trama foi exportada para Bolívia, Peru, Uruguai, Nicarágua e Itália — neste país recebeu o título Mamma Vitória, nome da personagem italiana interpretada por Lélia Abramo.

## Música

### Nacional
Faixas
1. "Menina Veneno", Ritchie (tema de Nina);
2. "Rio Babilônia", Jorge Ben Jor;
3. "Eu Amo Amar Você (M'Innamoro Di Te)", Gilliard e Harmony Cats;
4. "Romance da Lua Lua", Amelinha (tema de Lala);
5. "De Qualquer Maneira (Sabe...)", Marcos Sabino (tema de Duda);
6. "Sanduíche de Coração", Rádio Táxi (tema de abertura);
7. "Coisa Cristalina", Wando (tema de Mariana);
8. "Renascer", Zizi Possi (tema de Bruna);
9. "Praia de Ramos", Dicró;
10. "Cabelos Negros", Eduardo Dussek (tema de Júlio);
11. "Cumplicidade", Tavynho Bonfá (tema de Ciro);
12. "Tema Para Um Grande Amor", Paulo Soares (tema de Luísa).

### Internacional
Faixas
1. "Waiting For a Train", Flash and the Pan;
2. "Total Eclipse of the Heart", Bonnie Tyler (tema de Mariana);
3. "(You Said) You'd Gimme Some More", KC and the Sunshine Band (tema de Daniel);
4. "And I'm Telling You I'm Not Going", Jennifer Holliday;
5. "Hip Hop Be Bop (Don't Stop)", Man Parrish (tema de Ciro);
6. "If You Were My Lady", Glen Campbell e Diane Solomon (tema de Luísa e Ciro);
7. "I Will Follow Him", Claudja Barry;
8. "Give Me Your Heart Tonight", Shakin' Stevens (tema de Guido e Loreta);
9. "First Love", Nikka Costa (tema de Duda);
10. Reach Out, Narada Michael Walden (tema de Júlio;
11. Save Your Love, Renée & Renato (tema de Gigio e Lala);
12. "The Words To Say I Love You", Edward Reekers (tema de Júlio);
13. "Don't Make Me Wait", Fern Kinney (tema de Bruna e Ciro);
14. "Misty Blue", Dorothy Moore (tema de Nina e Daniel).